# Transfercenter für Kunststofftechnik
Die Transfercenter für Kunststofftechnik GmbH (TCKT) ist eine anwendungsorientierte Forschungseinrichtung mit Sitz in Wels. Es forscht in der Kunststofftechnik und beschäftigt sich dabei mit Materialentwicklung und -charakterisierung, Kunststoffverarbeitung und Composites.

## Geschichte und Organisation
Von 2001 bis 2008 war die TCKT eine Forschungsabteilung der Upper Austrian Research GmbH und wurde 2008 als außeruniversitäres Forschungsunternehmen begründet. Eigentümer der TCKT sind die Upper Austrian Research GmbH (74 %), die FH OÖ Forschungs- und Entwicklungs GmbH (13 %) sowie die Johannes Kepler Universität Linz (13 %). Die Ausgliederung der Forschungsabteilung durch die Begründung einer gemeinwohlorientierten GmbH war Teil einer strategischen Ausbildungs- und Forschungsoffensive im Kunststoffbereich des Landes Oberösterreich, weiters begleitet durch Institute und Studiengänge im Bereich der Kunststofftechnik an der Fachhochschule Oberösterreich und der Johannes Kepler Universität Linz. Zweck dieser Organisation war es, vorwettbewerbliche und wirtschaftsnahe Forschung und Entwicklung kleinen und mittleren Unternehmen zugänglich zu machen, den Wissens- und Technologietransfer auszubauen sowie die Vernetzung von Forschungs- und Entwicklungskompetenzen mit den Anforderungen der Wirtschaft, wodurch anwendbare Produkte und Prozesse entwickelt werden können. Zusammengearbeitet wird dabei mit Unternehmen, Forschungseinrichtungen und Hochschulen.
Innerhalb der oberösterreichischen Stärkefelder ist die Transfercenter für Kunststofftechnik GmbH in den Bereichen Innovative Werkstoffe/Leichtbau und Energieeffizienz / erneuerbare Energien angesiedelt.

## Forschungsfelder
Zu den Forschungsschwerpunkten des TCKT gehören u. a. Spritzgießsimulationen und Bauteilberechnung, Prozesstechnik, faserverstärkte Polymere, naturfasergefüllte Kunststoffe und Biopolymere, Additive und Füllstoffe, Composite und Leichtbau, sowie das Recycling von Kunststoffen.
- Werkstoffcharakterisierung

Im akkreditierten Prüflabor werden mechanische, thermische und rheologische Eigenschaften der Kunststoffe ermittelt. Zur Charakterisierung werden unterschiedliche Verfahren und Methoden herangezogen. Beispielsweise kommen Zug-, Biege- und Druckprüfungen, ILSS-Prüfungen (Bestimmung der Interlaminaren Scherfestigkeit), mikroskopische Untersuchung mit Mikrotom zur Probenbereitung, Bewitterung, Alterung im Wärmeschrank oder Farb- und Glanzmessung zum Einsatz.
- Materialentwicklung

Die Materialentwicklung erfolgt durch Compounding oder auch Compoundierung. Durch das Beimischen von Komponenten wie Füllstoffe oder andere Additive, können die Eigenschaften von Kunststoffen optimiert und angepasst werden. Die Schwerpunkte liegen im Bereich naturfaserverstärkte Polymere, organische und anorganische Füll- und Verstärkungsstoffe.
- Simulation/CAE

Durch Finite Element basierende Softwareprodukte kann eine kunststoffgerechte Auslegung und Optimierung von Spritzgießbauteilen, Werkzeugen und Spritzgießprozessen erzielt werden, und somit bereits vor den ersten Herstellungsversuchen die Werkzeuge überprüft und optimiert werden. Beispielsweise können mit Hilfe von Simulationen Lösungen von der Füllstudie über Angussbalancierung, Werkzeugkühlung bis hin zu Schwindungs- und Verzugsberechnungen erarbeitet werden.
- Prozesstechnik

In der Prozesstechnik werden die entwickelten Materialien auf konventionellen Maschinen der Extrusion und des Spritzguss verarbeitet. Auch Sonderverfahren zur Verarbeitung werden entwickelt, speziell im Bereich der Langfaserverarbeitung (Naturfasern). Ein weiterer Forschungsschwerpunkt ist die Prozessentwicklung im Bereich Composite und Leichtbau.

## Forschungserfolge
TCKT ist Partner in mehreren nationalen und internationalen Forschungsprojekten, wie beispielsweise dem COMET-Programm der Bundesregierung durch das Projekt „Advanced Polymeric Materials and Process Technolgoies“, EFRE (Europäischer Fonds für regionale Entwicklung), oder in der Programmlinie COIN – „Cooperation & Innovation“ der österreichischen Regierung, die zur Verbesserung der Innovationsleistungen in Österreich beiträgt. Ein Projekt in dieser Programmlinie im Bereich Holz-Kunststoff-Verbundwerkstoffe forschte an der Nutzung von Holz als Verstärkungsfasern in thermoplastischen Kunststoffen, die die Einsparung großer Mengen an erdölbasierten Kunststoffen zum Ziel hat. In einem weiteren erfolgreichen COIN Projekt „knittFRP – Knitted Fiber Reinforced Plastics“ wurde durch die Kooperation von 7 Unternehmen eine einzigartige Rundgestrickmaschine zur Herstellung von mehrlagigen Rundgestricken entwickelt, deren Produktion zuvor nicht möglich war. Diese faserverstärkten Kunststoffbauteile finden im Leichtbau Anwendung, vor allem im Flugzeug-, Automobil- und Maschinenbau. Den Forschern gelang hier die Entwicklung einer kosteneffektiven und ressourcenschonenden Technologie, die den Einsatz von Faserverbundkunststoffen noch erhöhen kann.